# أبو سرور الجامعي
حميد بن عبد الله بن حميد بن سرور بن سليم بن علي الجامعي المعروف بأبي سرور الجامعي (1942 - 21 سبتمبر 2014، من مواليد سمائل، ولاية سمائل، سلطنة عمان)، كان شاعرًا ومؤلفًا وقاضيًا وفقيهًا عمانيًا أسهم في الأدب العماني شعرًا ونثرًا وفقهًا، ولُقّب بـ"شاعر عمان". له عددٌ من الدواوين الشعريّة، ومؤلفات فقهية ولغوية عديدة. بدأ بقول الشعر في سن الرابعة عشرة وتوفّي والده في سنٍّ مبكرة فكفله جده لأمه التي دفعته نحو العلم والتعلم.

## نسبه وكنيته
هو حميد بن عبد الله بن حميد بن سرور بن سليم بن علي الجامعي الخروصي (أبو سرور)، والجامعي بطنٌ من بني خروص، كما جاء ذكرهم في كتاب إسعاف الأعيان للشيخ سالم بن حمود السيابي عند حديثه عن بني خُزير في قوله: «وإنما أئمة بني خروص من بقايا بطون خروص الأخرى كآل الخليل والجوامع»، والجامعي نسبةً إلى أبي جامع الخروصي وهو فرع يلتقي مع مع أسرة الشيخ يحيى بن خلفان بن أبي نبهان الخروصي في الإمام الصلت بن مالك الخروصي. وقد ذكر كذلك أن والدة الشيخ يحيى بن خلفان الخروصي هي السيدة أصيلة بنت محمد بن سالم الجامعية الخروصية من بلدة ستال. لا يُعرف تأريخ وفود أسرة الشاعر لسمائل؛ إلا أن الأثر يُشير إلى جدّ أبيه - سرور الذي كان معلمًا للقرآن في وقته، ثم جدّه حميد الذي كان كاتبًا ومرجعًا لأهل قريته في الخصومات والذي حافظ على بعض الصلة بوادي بني خروص وما جاوره، وله سبيل في الشعر، وحظٌّ مما يُعرف في عُمان بعلم الأسرار، وصحبة الإمام محمد بن عبد الله الخليلي، حتى أنه إن لم يجدوا الإمام في مكانه المعتادِ في قرية سُحرا من سمائل قالوا: تجدونه في بيت حُميد بن سرور في القرواشية من سمائل. كان واحدًا من الثلاثة الذين لُقِّبوا بأقمار سمائل؛ لطلبهم العلمَ وزُهدِهم، والآخران هما الشيخ أحمد بن راشد البرومي، والشيخ ناصر بن سالم الخيالي، وقد لقبهم بالأقمار الإمام محمد بن عبد الله الخليلي.[بحاجة لمصدر]
أول الكنية (أبي سرور) كانت من أستاذه الشيخ خلفان بن جميِّل السيابي، كان مُلازِمًا له متعلمًا عنده، فقد لقبه أول الأمر بـ أبي السُّرور، بالتعريف، لوصله وبرِّهِ ليس للبنوة النَّسَبِيَّة، ثم تطور ليكون أبو سرور تسهيلاً، وأصبح شهيرًا به، وهذا يفسّر عدم تسميةِ أول أولادِه بِه ثم أصبحَ كُنية له بعد ذلك بتسميته أحد أبناءه باسم سرور، ووافق ذلك اسم جده الثاني سرور.[بحاجة لمصدر]

## نشأته
نشأ أبو سرور في قرية القديمة بولاية سمائل يتيمَ الأب في كفالة جده لأمه، حيث فقد والده وعمره دون الخامسة، و كان له أخٌ ما لبِثَ أن لحق بأبيهما. ترك أبوه له بضع نخلات وسيفًا (كتارة) وكُتبًا له كان يتناولها والده أثناء درسه مع الإمام محمد بن عبد الله الخليلي و زوجته أمَّ الشيخ أبي سرور. و يقول في معرض ذكر أبيه في مقدمة كتابه (بُغية الطلاب):
كان في صباه ينشط صباحًا في العمل بيدهِ في بناء الجدران و ترميم الأفلاج إلى جانب كسر حجارة الجبال و صناعة الحبال و غرس النخيل بسمائل، فإذا جاء العصر تطهر من أوساخ ثوبه و ارتاد مجالس العلماء لتلقي العلم على يد كبار رجالها فدرس على يد الشيخ الفقيه حمد بن عبيد السليمي والأستاذ النحوي حمدان بن خميس اليوسفي. و ذكر مسجلاً ذلك في ذات الكتاب -بُغية الطلاب- قائلاً:

## حياته المهنية
عمل مدرساً للنحو والفقه والحديث بمسجد الصوار بسمائل، ثم بمسجد رجب، ثم بمدرسة مازن بن غضوبة 1967. وبعد خمس سنوات قضاها في التعليم عين قاضياً سنة 1973، ثم انتدب عامًا واحدًا مدرسًا للنحو والحديث وأصول الفقه في معهد القضاء ثم عاد إلى القضاء.

## شعره
يعد الشاعر أبو سرور شاعرًا مكثرًا، وغزارة نتاجه الشعري أدت به الى تكرار معانيه وألفاظه، فظل يعيد الفكرة المرة تلو الأخرى، فيقع في شرك تكرار المعاني في غير موضع من موضوعات قصائده. كما اتخذ الشاعر الأسلوب القصصي والحكائي، وسيلة من وسائل التعبير. تغنى الشاعر بأهله وقومه ووطنه وأجاد وصف عراقة عمان حتى لقب بـ"عاشق عمان"، وله قصيدةٌ أسماها (عمان الماضي والتاريخ)، وهي طويلةٌ تزيد أبياتها على 145 بيتًا في سلطان عمان وتاريخها.
حصر الشاعر أوزانه الشعرية في ثمانية بحور هي: البسيط – الكامل – الطويل – الوافر – الخفيف – المتقارب – السريع – الرجز؛ أي أنه استخدم نصف الأوزان العروضية، وانتظم شعره في جميع دوائر الشعر العربي، ومجيء معظم قصائد الشاعر على هذه البحور، ينسجم مع ما هو متعارف عليه من شيوع هذه البحوث في الشعر العربي القديم. كما طرق الشاعر معظم أغراض الشعر العربي التقليدية، عدا المدح والهجاء، فإنه لم يتطرق اليهما. ولعل اعتداده بنفسه كان سببًا في ابتعاده عن شعر المديح.

## المؤلفات

### الدواوين الشعرية
- ديوان باقات الأدب - شعر (1975،[12] مجلد واحد).[1]
- ديوان إلى أيكة الملتقى - شعر (1978،[12] مجلد واحد).[1]
- ديوان أبي سرور - يجمع فيه شعر الشيخ (1998،[12] أربع مجلدات).[13]

### مؤلفات أخرى
- بغية الطلاب - فقه (أرجوزة في أركان الإسلام الخمسة، 1907 أبيات في مجلد واحد).[1] صدرت طبعتها الأولى عن مكتبة الضامري للنشر والتوزيع في عام 1411هـ/1991م.[14] أطول أبوابها يقع في ستة وعشرين بيتًا، وأقصرها بيتان.[15]
- الفقه في إطار الأدب - فقه في إطار شِعري منظوم (أربعة أجزاء في مجلدين، وخصّ الخامس منها للأدب).[1][16]
- نحوية أبي سرور - قصيدة في النحو (1447 بيتًا على قافية الميم المضمومة في جزئين).[1]
- إبهاج الصدور - شرح نحوية أبي سرور (مجلدين).[1]
- المصحف الشريف بخط الشيخ أبي سرور.
- رياض في الإسلام - قصيدة في مدح الرحلة إلى الديار المقدسة و أركانها و ما تعلق بها (مجلد واحد).[1]
- الوحدة الإسلامية - كتاب فقه نثري (ثلاثة أجزاء).[17]

كما له مخطوطات لكتب تراثية مختلفة خطَّها بيَده.

## مؤلفات عنه
- رسالة ماجستير بعنوان "شعر حميد بن عبدالله الجامعي (أبوسرور)" للباحث محمود بن مبارك بن حبيب السليمي، وتناولت حياة الشاعر وبيئته وجاءت في مبحثين، ونوقشت الدراسة في الجامعة الأردنية في نهاية شهر مايو 1995:[18][6]
  - الأول: عُنِيَ بدراسة البيئة العمانية تاريخًا وحضارة واسهاما في مسيرة الحياة الفكرية والأدبية، وتحدث عن مدينة الشاعر سمائل باعتبار أن الوسط الذي ينشأ فيه الشاعر لابد أن يترك بصماته على نشأته وثقافته ونشاطه الفكري.
  - الثاني: درس فيه المؤلف الشاعر ولادته ونشأته، وتعليمه، ثم درس أغراضه الشعرية: الغزل والشعر القومي، والوطني، والرثاء، والفخر والشكوى والزهد والحكمة. إضافةً إلى دراسة فنية تناول فيها بنية القصيدة واللغة والصور الشعرية والتشكيل الموسيقي.

## تأثيره وإرثه
عُد الشاعر من الشعراء العمانيين المجيدين في حركة الشعر العماني، ومن الشعراء المهمين في الساحة الشعرية عمان نظرًا لدوره في حركة الشعر العماني. كما حظي بشهرة واسعة على المستويين المحلي والعربي، ونشرت قصائده في العديد من المناهج العربية في سوريا، العراق، عُمان، والجزائر.[بحاجة لمصدر]
له من الأبناء الشيخ الأديب محمود بن حميد الجامعي من مواليد ولاية سمائل، وله مؤلف سابق عن مفردات اللهجات العمانية وموافقتها مع اللغة العربية في مجلدين.

## الجوائز والتكريمات
- حصل على جائزة المنتدى الأدبي في الشعر الفصيح عام 1989.[17][4]
- جائزة القضاة التقديرية عام 1991.[17][4]
- كرمه مهرجان الشعر العماني الثاني بصحار عام 2000.[20]

## وفاته
توفي أبو سرور الجامعي يوم الأحد 21 سبتمبر 2014 الموافق 26 ذو القعدة 1435 هـ عن عمرٍ ناهز 72 عامًا بعد صراعٍ مع المرض. بعد وفاته بأيام خصّص البرنامج الإذاعي الأسبوعي "المشهد الثقافي" على إذاعة سلطنة عمان حلقةً أبي سرور الجامعي، وشارك فيها عدد من الأدباء والنقاد العمانيين والعرب الذين استعرضوا تجربة أبي سرور الشعرية والحياتية منهم الأديب أحمد الفلاحي والناقد الأردني خليل الشيخ والناقد المصري أحمد درويش والناقدة منى السليمي والباحث مبارك الجابري وآخرون.